# Mulciber (vulkaan)
Mulciber is een dode vulkaan op het Nederlandse deel van de Noordzee, op ongeveer 100 km ten noordwesten van Terschelling. 

## Geschiedenis
Mulciber was actief in het late Jura en vroege Krijt, zo'n 150 miljoen jaar geleden, dezelfde periode waarin de Zuidwalvulkaan in de huidige Waddenzee ook actief was. 
In deze periode was het gebied rond de Noordzee seismisch actief vanwege de opbreking van het toenmalige supercontintent Laurazië. Later zijn er op andere plekken, o.a. in de Golf van Biskaje en de Atlantische Oceaan breukzones ontstaan, waarbij het gebied rond de Noordzee seismisch rustig werd.
De vulkaan werd bedekt door 3300 m aan sedimentlagen, maar door zoutvloei zijn de as- en basaltresten in ondiepere lagen (zo'n 1660 m) terecht gekomen, waar het door boringen aangetoond kon worden.

## Ontdekking

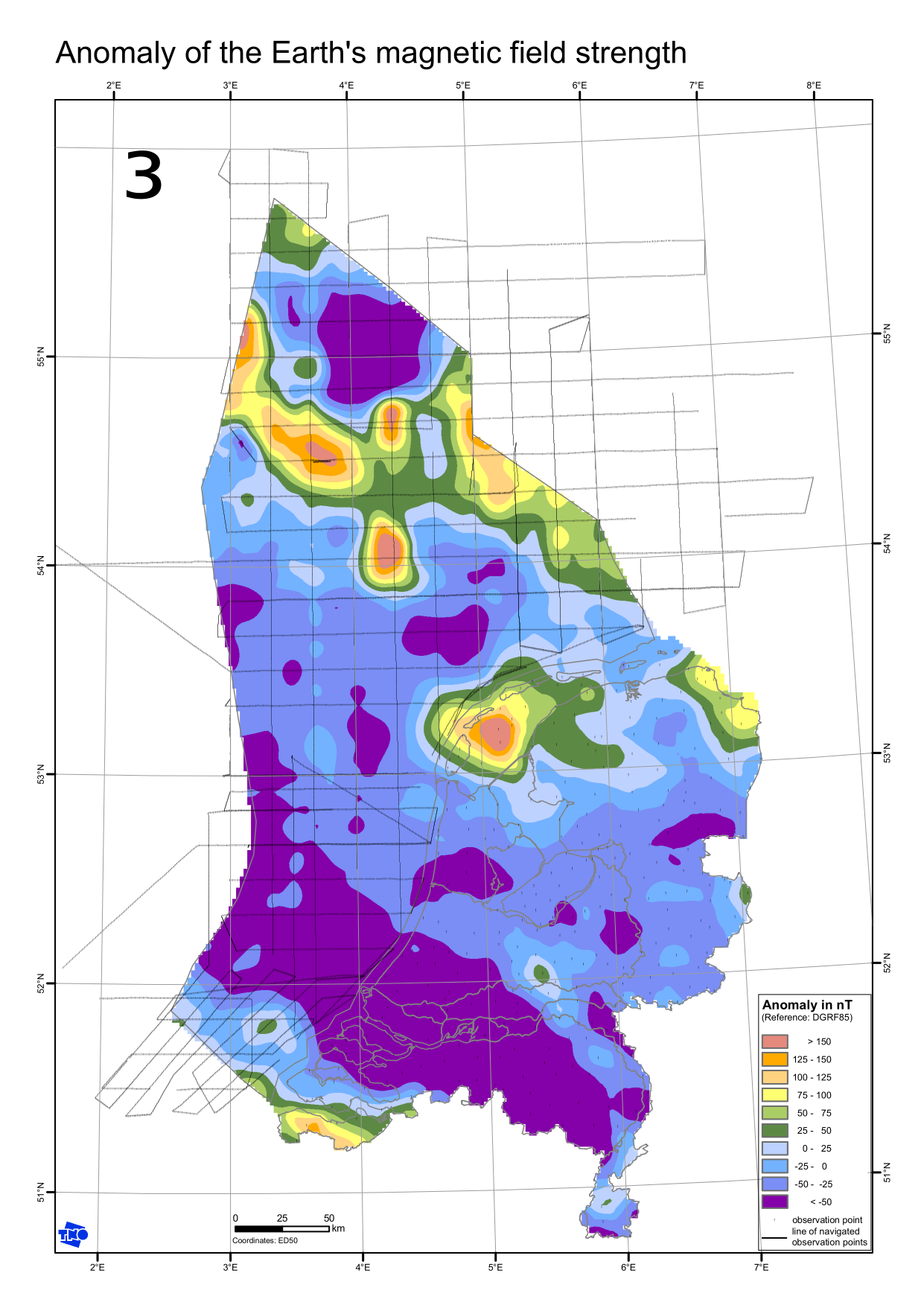
Afwijking van het aardmagnetisch veld op de Noordzee. De Zuidwalvulkaan is de rode vlek in de Waddenzee, Mulciber de rode vlek het dichtst bij in het noordwesten.

In de zomer van 1985 heeft exploratiemaatschappij Amoco bij een boring enkele tientallen meters vulkanische as en basalt aangetroffen. Destijds werd gedacht dat dat resten waren van de Zuidwalvulkaan, wat echter onwaarschijnlijk is gegeven dat die vulkaan zo'n 100 km ten zuidoosten ligt. De Geologische Dienst Nederland, onderdeel van TNO, heeft bestaande gegevens, waaronder seismische gegevens van olie- en gasexploratie, meetgegevens aan het aardmagnetisch veld en boringen geïnterpreteerd in het kader van een algemene geologische studie van de Noordzee, waarbij men tot de conclusie kwam dat het om een uitgedoofde vulkaan moest gaan. Op 9 mei 2020 werd dit wereldkundig gemaakt.

### Naam
De geologen van de Geologische Dienst Nederland hebben de vulkaan genoemd naar Mulciber, een god uit de Romeinse mythologie van vuur en vulkanen, ook wel Vulcanus genoemd.

## Ligging
De locatie van de vulkaan is herleid uit de afwijkingen van het magnetische veld. Het boormonster uit 1985 ligt in het gebied waar de magnetische afwijking het hoogst is.
De vulkaan ligt in een gebied zo'n 100 km ten noordwesten van Terschelling, 20 km ten noorden van het Friese Front, 60 km ten oosten van de Klaverbank en 100 km ten zuidwesten van de Doggersbank. 
Enkele kilometers ten zuiden hiervan ligt de Off Friesland North-scheepvaartroute. Het dichtstbijzijnde herkenningspunt op het wateroppervlak is de NAM 28-boei, zo'n 10 km ten oosten.
De vulkaan ligt op een diepte van ongeveer 3300 meter onder de zeebodem. De Noordzee is op dat punt zo'n 40 meter diep.
Ter hoogte van de vulkaan is een grote afwijking van het aardmagnetisch veld, ongeveer vergelijkbaar met die van de Zuidwalvulkaan. Dit komt doordat in gestold magmatisch gesteente vaak mineralen als magnetiet voorkomen.